# Hallenhockey-Europameisterschaft der Damen 2014
Die Hallenhockey-Europameisterschaft der Damen 2014 war die 17. Auflage der Hallenhockey-EM der Damen. Sie fand vom 24. bis. 26. Januar in Prag, Tschechische Republik, statt. Acht Länder spielten in zwei Vierergruppen die Halbfinaltickets aus, die Siegerinnen der Halbfinale bestritten das Endspiel. Europameisterinnen wurden im Finalspiel gegen Deutschland die Niederlande.

## Vorrunde

### Gruppe A
| Team 1      | Team 2      | Ergebnis |
| ----------- | ----------- | -------- |
| Niederlande | England     | 7:0      |
| Deutschland | Tschechien  | 10:0     |
| Niederlande | Deutschland | 9:5      |
| Tschechien  | England     | 4:1      |
| Deutschland | England     | 5:3      |
| Tschechien  | Niederlande | 4:2      |

Tabelle
| Rang | Land        | Spiele | Tore  | Differenz | Punkte |
| ---- | ----------- | ------ | ----- | --------- | ------ |
| 1    | Niederlande | 3      | 18:9  | +9        | 6      |
| 2    | Deutschland | 3      | 20:12 | +8        | 6      |
| 3    | Tschechien  | 3      | 8:13  | −5        | 6      |
| 4    | England     | 3      | 4:16  | −12       | 0      |

### Gruppe B
| Team 1     | Team 2     | Ergebnis |
| ---------- | ---------- | -------- |
| Belarus    | Österreich | 2:3      |
| Polen      | Frankreich | 4:1      |
| Österreich | Frankreich | 7:2      |
| Polen      | Belarus    | 3:4      |
| Belarus    | Frankreich | 6:6      |
| Österreich | Polen      | 2:2      |

Tabelle
| Rang | Land       | Spiele | Tore  | Differenz | Punkte |
| ---- | ---------- | ------ | ----- | --------- | ------ |
| 1    | Österreich | 3      | 12:6  | +6        | 7      |
| 2    | Polen      | 3      | 9:7   | +2        | 4      |
| 3    | Belarus    | 3      | 12:12 | 0         | 4      |
| 4    | Frankreich | 3      | 9:17  | −8        | 1      |

## Fünfter bis Achter Platz
Die Mannschaften, die die Vorrunde als Dritte oder Vierte beenden, werden in eine Gruppe C eingeteilt. Sie nehmen das Ergebnis (Tore, Punkte) aus der Vorrunde mit, das sie gegen den ebenfalls eingeteilten Gegner erreicht haben. Die zwei Spiele bestreiten sie gegen die anderen beiden Gruppenmitglieder.
Die letzten beiden steigen in die „B-EM 2016“ ab.

### Gruppe C
| Team 1     | Team 2     | Ergebnis |
| ---------- | ---------- | -------- |
| England    | Frankreich | 3:0      |
| Tschechien | Belarus    | 4:4      |
| England    | Belarus    | 3:4      |
| Tschechien | Frankreich | 2:1      |

| Team       | Punkte | Sp | S | U | N | Tore | Gtore | Diff |
| ---------- | ------ | -- | - | - | - | ---- | ----- | ---- |
| Tschechien | 7      | 3  | 2 | 1 | 0 | 10   | 6     | +4   |
| Belarus    | 5      | 3  | 1 | 2 | 0 | 14   | 13    | +1   |
| England    | 3      | 3  | 1 | 0 | 2 | 7    | 8     | −1   |
| Frankreich | 1      | 3  | 0 | 1 | 2 | 7    | 11    | −4   |

## Halbfinale
| Team 1      | Team 2     | Ergebnis       |
| ----------- | ---------- | -------------- |
| Deutschland | Österreich | 5:1            |
| Niederlande | Polen      | 2:2, 1:0 i. P. |

## Spiel um Platz 3
| Team 1     | Team 2 | Ergebnis |
| ---------- | ------ | -------- |
| Österreich | Polen  | 1:2      |

## Finale
| Team 1      | Team 2      | Ergebnis |
| ----------- | ----------- | -------- |
| Deutschland | Niederlande | 0:3      |